# Бердовский сельсовет

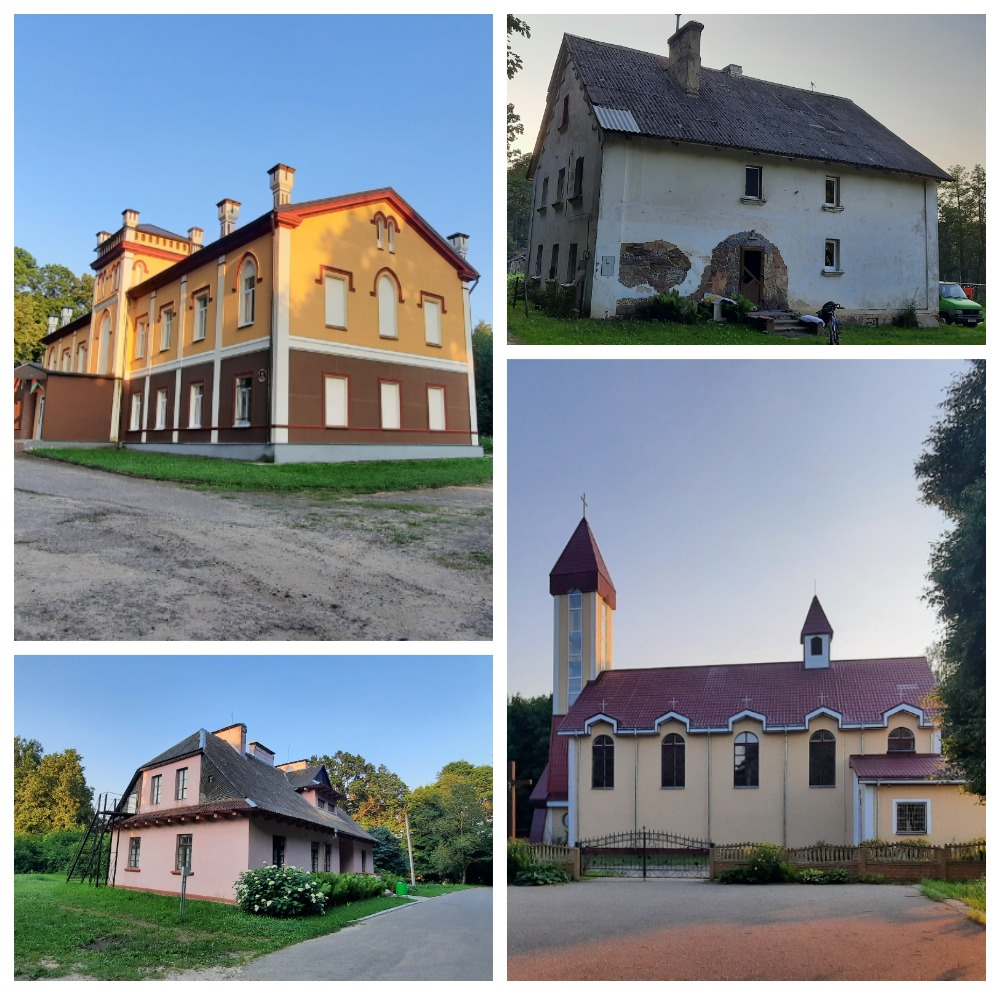
1. Усадебный дом; 2. Жилой дом, XIX в.; 3. Дом польских колонистов; 4. Костёл Святой Троицы — в аг. Бердовка

Бердовский сельсовет (белор. Бердаўскі сельсавет) — упразднённая административная единица на территории Лидского района Гродненской области Республики Беларусь. Административный центр — агрогородок Бердовка.

## Административное устройство
17 марта 2023 года Дубровенский и Бердовский сельсоветы Лидского района объединены в одну административно-территориальную единицу — Дубровенский сельсовет Лидского района, с включением в его состав земельных участков Бердовского сельсовета — агрогородок Бердовка, деревни Бакуны, Белунди, Волковцы, Хоружевцы, Кирьяновцы, Косовщина, Стерково, Татарцы.

## История
Образован 12 октября 1940 года в составе Лидского района Барановичской области БССР. С 20 сентября 1944 года в составе Гродненской области.

## Состав
Бердовский сельсовет включает 9 населённых пунктов:
- Бакуны — деревня
- Белунди — деревня
- Бердовка — агрогородок
- Волковцы — деревня
- Кирьяновцы — деревня
- Косовщина — деревня
- Стерково — деревня
- Татарцы — деревня
- Хоружевцы — деревня